# Festival international de schlager de Dresde
Le festival international de schlager de Dresde (un temps, festival international de schlager des pays socialistes de Dresde) était un Festival de musique en République démocratique allemande. Il avait lieu chaque année à Dresde de 1971 à 1988 (sauf en 1973).

## Histoire
Le Schlagerfestival der Freundschaft a lieu de 1968 à 1970. Son successeur, l'Internationales Schlagerfestival Dresden, a lieu pour la première fois en 1971. Au départ, seuls des musiciens de la RDA et d'autres pays socialistes se produisent. En 1973, le festival est annulé en raison du festival mondial de la jeunesse et des étudiants à Berlin-Est. À partir de 1984, des séminaires sur la théorie de la musique populaire se tiennent parallèlement au festival. À partir du milieu des années 80, des artistes d'autres pays, comme les Philippines, le Laos, l'Éthiopie et l'Argentine, peuvent également participer au festival.
Les principales catégories du concours sont "Concours du titre national", "Concours du titre international" (fusionnés en 1982) et à partir de 1977 le Grand Prix. Il y a une médaille d'or, une médaille d'argent et une médaille de bronze. Il y a aussi le prix du meilleur arrangement, le prix de la presse et le prix du public.
En parallèle, le concours de jeunes talents Goldener Rathausmann a lieu de 1978 à 1990.

## Lauréats

### Premier prix (national et international)
- 1971 : Frank Schöbel (RDA) et Halina Kunicka (Pologne)
- 1972 : Kati Kovács (Hongrie) avec Wind, komm, bring Regen her et Nadia Urbánková (ČSSR)
- 1974 : Hans-Jürgen Beyer (RDA) et Bisser Kirow (Bulgarie)
- 1975 : Veronika Fischer (RDA) avec Daß ich eine Schneeflocke wär’ et Irina Ponarovskaïa (URSS) avec Nimm den Zug, der Sehnsucht heißt
- 1976 : Mimi Ivanova (Bulgarie) avec Ich will lieben et Roxana Babajan (URSS) avec Der Regen

### Grand Prix
- 1977 : 4 PS (RDA) avec Zweigroschenlied
- 1978 : Karat (RDA) avec Über sieben Brücken mußt du gehn et König der Welt
- 1979 : Nikolai Gnatjuk (URSS) avec Hab ich das alles nur geträumt?
- 1980 : electra (RDA) avec Es brennen die Berge und Wälder
- 1981 : Ai Van Ha Thi (Vietnam) avec So ging noch nie die Sonne auf
- 1982 : Kamelia Todorova (Bulgarie) avec Auf diesen Tag hab' ich gewartet
- 1983 : Neumis Rock Circus (RDA) avec Oh Darling
- 1984 : Jörg Hindemith (RDA)
- 1985 : Nel Santo (Yougoslavie)
- 1986 : Lorna Pal (Philippines)
- 1987 : Hema Sardesai (Inde)
- 1988 : Arnulf Wenning (RDA)

### Premier Prix
- 1982 : Stern Meißen (RDA)
- 1983 : Manana Todadse (URSS)
- 1984 : Natalja Nurmuchamedova (URSS)
- 1985 : Norma Helena Gadea (Nicaragua)
- 1986 : Xiomara Laugart (Cuba)
- 1987 : Gruppe Zemljane (URSS)
- 1988 : Diana Tschagajeva (URSS)

## Source de la traduction
- (de) Cet article est partiellement ou en totalité issu de l’article de Wikipédia en allemand intitulé « Internationales Schlagerfestival Dresden » (voir la liste des auteurs).